# Józef Banek
Józef Wilhelm Banek (ur. 8 stycznia 1892 w Warszawie, zm. 15 lipca lub października 1985 tamże) – polski księgowy, agent AK, Sprawiedliwy wśród Narodów Świata. 

## Życiorys
Pochodził z rodziny ewangelickiej, był synem Augusta i Katarzyny z domu Brude (zm. 19 lipca 1932). Jego starszy brat Henryk Banek był zesłańcem syberyjskim, odznaczonym Krzyżem Niepodległości. 
Dwukrotnie żonaty – z Teresą Elzą (zm. 11 lutego 1928) i Anną, zwaną Andzią, córką (lub wnuczką?) rosyjskiego generała, który zginął w powstaniu styczniowym pod Warszawą.
Podczas okupacji hitlerowskiej ocalił w swoim mieszkaniu przy ul. Stalowej 46 m. 33 na warszawskiej Pradze żydowską rodzinę Dratwerów, znanych esperantystów oraz prawdopodobnie Izaaka Millera i jego siostrę. 
Otrzymał wraz z drugą żoną tytuł Sprawiedliwego wśród Narodów Świata. 
Pochowany w grobie matki na cmentarzu w Warszawie przy ul. Młynarskiej (kw. I-8-8).